# Équipe d'Italie masculine espoir de kayak-polo
L'équipe d'Italie espoir de kayak-polo est l'équipe masculine espoir qui représente l'Italie dans les compétitions majeures de kayak-polo.
Elle est constituée par une sélection des meilleurs joueurs italiens âgés de moins de 21 ans.

## Joueurs actuels
Sélection pour les Championnats d'Europe de kayak-polo 2007 
| Numéro | Nom                      | Club |
| ------ | ------------------------ | ---- |
|        | Gabriele Capo            |      |
|        | Norman Coen Ara          |      |
|        | Alessandro Empoli        |      |
|        | Mario Moschetti          |      |
|        | Giacomo Perantoni        |      |
|        | Adrea Romano (capitaine) |      |
|        | Fabrizio Santino         |      |
|        | Marco Savino             |      |
|        | Luca Tixi                |      |